# جيرالد أ. براون
جيرالد أ. براون (بالإنجليزية: Gerald A. Browne)‏ هو كاتب جريمة أمريكي، ولد في 29 نوفمبر 1924 في مقاطعة ليتشفيلد في الولايات المتحدة.

## وصلات خارجية
- جيرالد أ. براون على موقع IMDb (الإنجليزية)
- جيرالد أ. براون على موقع قاعدة بيانات الفيلم (الإنجليزية)